# Bach-Verein Köln
Der Bach-Verein Köln wurde 1931 durch den Organisten und Kirchenmusiker Heinrich Boell gegründet. Seit seiner Anfangszeit trat er als Konzertveranstalter mit einer über viele Jahre stark nachgefragten Abonnementreihe auf, wobei sein Chor immer im Zentrum der Vereinsarbeit stand. Unter den Ensembles, die mit dem Bach-Verein Köln zusammenarbeiteten, finden sich u. a. das Hilliard Ensemble, der Monteverdi Choir und die English Baroque Soloists unter John Eliot Gardiner und das Orchester The English Concert mit Trevor Pinnock. Nach einer Reform des Vereins 1999 konzentriert sich seine Arbeit heute ausschließlich auf die Konzerte des vereinseigenen Chors. 
Der Chor des Bach-Vereins Köln trat bis 1986 regelmäßig im Kölner Gürzenich, seit der Eröffnung der Kölner Philharmonie in erster Linie dort sowie in zahlreichen Kölner Kirchen wie St. Maria im Kapitol und der Trinitatiskirche auf. Seit der Übernahme der Künstlerischen Leitung durch den Bonner Kirchenmusiker und Dirigenten Thomas Neuhoff im Jahr 2002 hat der Bach-Verein Köln seine Präsenz im Kölner Musikleben mit ca. fünf Konzerten pro Saison wieder deutlich ausgebaut und gilt heute als einer der führenden Konzertchöre Kölns. 
Ein Schwerpunkt des Vereins ist seit 2006 die Durchführung von sogenannten Jugendprojekten, die sich an Kinder und Jugendliche richten, mit denen Begleitprogramme erarbeitet oder Stücke einstudiert werden. Ein besonderer Fokus liegt dabei auf zeitgeschichtlichem und politischem Hintergrund. 2021 erhielt der Bach-Verein Köln eine Förderung des Bundesmusikverbandes Chor & Orchester im Rahmen des Programms NEUSTART AMATEURMUSIK. Auch unter der Leitung von Christoph Siebert soll die Reihe der Jugendprojekte in veränderter Form fortgeführt werden, um kontinuierlich Nachwuchs zu fördern und ein junges Publikum an klassische Musik heranzuführen.
Im Mittelpunkt der Künstlerischen Arbeit des Chores stehen die Werke des Namenspatrons Johann Sebastian Bachs, dazu Musik alter und neuer Meister, große oratorische und chorsinfonische Werke sowie (mehrchörige) A-cappella-Literatur aller Epochen. 

## Künstlerische Leiter
- Heinrich Boell (1931 bis 1936 und 1946 bis 1947)
- Michael Schneider (1936 bis 1941)
- Hans Hulverscheidt (1941 bis 1946)
- Hermann Schroeder (1947 bis 1961)
- Kurt Thomas (1961 bis 1968)
- Wolfgang Gönnenwein (1969 bis 1973)
- Rolf Reinhardt (1973 bis 1983)
- Christian Collum (1983 bis 1993)
- Winfried Toll (1994 bis 2002)
- Thomas Neuhoff (2002 bis 2020)
- Christoph Siebert (seit 2020)

Der Bach-Verein Köln ist Mitglied im Netzwerk Kölner Chöre.